# Saint-Avit-Frandat
Saint-Avit-Frandat é uma comuna francesa na região administrativa de Occitânia, no departamento de Gers. Estende-se por uma área de 7,55 km². Em 2010 a comuna tinha 100 habitantes (densidade: 13,2 hab./km²).